# Katharina Thalbach
 (septembre 2012).
Si vous disposez d'ouvrages ou d'articles de référence ou si vous connaissez des sites web de qualité traitant du thème abordé ici, merci de compléter l'article en donnant les références utiles à sa vérifiabilité et en les liant à la section « Notes et références ».
Pour les articles homonymes, voir Thalbach (homonymie).
Katharina Thalbach, née le 19 janvier 1954  à Berlin-Est, est une actrice, réalisatrice et directrice artistique allemande.

## Biographie
Katharina Thalbach est issue d'une famille influente de la scène théâtrale est-allemande. Son père est l'acteur et metteur en scène suisse Benno Besson qui a eu une liaison avec sa mère, l'actrice Sabine Thalbach (de). L'acteur Pierre Besson (de) est son demi-frère et sa fille, Anna Thalbach, est également actrice.
Dès son plus jeune âge, Katharina apparaît dans différents films. Sa mère meurt en 1966, alors qu'elle n'a que douze ans. Par la suite, Helene Weigel, veuve de Bertolt Brecht, prend en charge sa formation dramatique.
À la fin des années 1960 et début des années 1970, elle connaît le succès au Berliner Ensemble et à la Volksbühne.
Katharina Thalbach est membre de l'Académie du cinéma allemand, et depuis 1995, de l'Académie libre des Arts de Hambourg.

## Filmographie

### En tant qu'actrice
- 1972 : Es ist eine alte Geschichte
- 1975 : Im Schlaraffenland
- 1975 : Lotte in Weimar
- 1976 : Das blaue Licht
- 1976 : Les Souffrances du jeune Werther (Die Leiden des jungen Werthers)
- 1978 : Le Second Éveil de Christa Klages
- 1979 : Le Tambour (Die Blechtrommel)
- 1980 : Les Anges de fer (Engel aus Eisen)
- 1982 : Domino
- 1982 : Le Choix de Sophie (Sophie's Choice)
- 1983 : Cœur de braises
- 1986 : Paradies
- 1987 : Les Liens du sang (Väter und Söhne - Eine deutsche Tragödie) de Bernhard Sinkel
- 1987 : Monsieur Spalt par exemple (Zum Beispiel Otto Spalt)
- 1988 : Le Passager - Welcome to Germany (Der Passagier – Welcome to Germany)
- 1989 : Follow Me
- 1993 : Kaspar Hauser de Peter Sehr
- 1996 : Gefährliche Freundin
- 1997 : Der Hauptmann von Köpenick
- 1998 : Solo für Klarinette (de)
- 1999 : Caipiranha
- 1999 : Tatort – Martinsfeuer (TV)
- 1999 : Sonnenallee
- 2001 : Liebesau – die andere Heimat (série TV)
- 2003 : Thomas Mann et les siens
- 2003 : Die Quittung (TV)
- 2005 : NVA
- 2005 : Kabale und Liebe
- 2006 : Der Räuber Hotzenplotz
- 2006 : Ce n'étaient pas tous des assassins (Nicht alle waren Mörder) (TV)
- 2007 : L'Héroïne de Gdansk (Strajk – Die Heldin von Danzig) (TV)
- 2007 : Hände weg von Mississippi
- 2007 : Du bist nicht allein
- 2007 : Deadline, chaque seconde compte (Deadline – Jede Sekunde zählt) (série TV)
- 2007 : Les Contes de Grimm : Le Nain Tracassin (TV)
- 2008 : Der Mond und andere Liebhaber
- 2010 : Henri 4 (TV)
- 2010 : Hanni & Nanni
- 2011 : Almanya - Bienvenue en Allemagne
- 2011 : Kokowääh
- 2011 : SOKO Köln – Operation Mord
- 2011 : Frédéric II, roi de Prusse (Friedrich – Ein deutscher König) (téléfilm-documentaire) : Frédéric II âgé[1]
- 2012 : Du hast es versprochen
- 2012 : Hanni & Nanni 2
- 2012 : Die Vermessung der Welt
- 2012 : Ludwig II.
- 2013 : Der Minister
- 2013 : Hai-Alarm am Müggelsee
- 2013 : Rouge rubis (Rubinrot) de Felix Fuchssteiner
- 2013 : Hanni & Nanni 3
- 2014 : Bleu saphir (Saphirblau) de Felix Fuchssteiner : Großtante Maddy
- 2014 : Femmes en révolte : Greta
- 2014 : Head Full of Honey : Vivian Saalfeld
- 2014 : Inspektor Jury (de) (épisode « Der Tote im Pub »)
- 2014 : Küstennebel de Jochen Alexander Freydank
- 2014 : Rico, Oskar und die Tieferschatten (de) de Neele Vollmar :  Ellie Wandbeck
- 2014 : Stille Nächte (de), téléfilm de Horst Johann Sczerba
- 2014 : Zwischen den Zeiten (de) de Hansjörg Thurn
- 2015 : Große Fische, kleine Fische (de), téléfilm de Jochen Alexander Freydank
- 2015 : I'm Off Then (de) :  Omma Bertha
- 2015 : Inspektor Jury (de) (épisode « Mord im Nebel »)
- 2015 : La Course du siècle :  Frau Dachs (voix)
- 2015 : Rico, Oskar und das Herzgebreche (de) de Wolfgang Groos :  Ellie Wandbeck
- 2016 : Bibi et Tina : Filles contre garçons (Bibi & Tina: Mädchen gegen Jungs) : Köchin Zeltlager
- 2016 : Familie! (de), téléfilm de Dror Zahavi
- 2016 : Vert émeraude :  Großtante Maddy
- 2016 : Wir sind die Rosinskis (de)
- 2017 : Hanni & Nanni – Mehr als beste Freunde (de) :  Mademoiselle Bertoux
- 2017 : Inspektor Jury (de) (épisode « Inspektor Jury spielt Katz und Maus »)
- 2017 : Marie fängt Feuer (de) (série de Heimatfilm, épisode « Allein war gestern »)
- 2017 : Neo Magazin (de)
- 2017 : Wer weiß denn sowas? (de)
- 2017 : Zwei Bauern und kein Land (de), téléfilm de Sibylle Tafel
- 2018 : 100 Dinge : Oma Konaske
- 2018 : Extraklasse (de), téléfilm de Matthias Tiefenbacher
- 2018 : Inspektor Jury (de) (épisode « Der Tote des Harlekins »)
- 2018 : Löwenzahn (de)
- 2018 : WUFF (de) de Detlev Buck : Esther Klein
- 2019 : Alfons Zitterbacke : Das Chaos ist zurück (de) de Mark Schlichter
- 2019 : Sous le poirier, la mort (Unterm Birnbaum)
- 2019 : Ich war noch niemals in New York de Philipp Stölzl
- 2021 : L’École des animaux magiques (de)  (Die Schule der magischen Tiere)
- 2024 : The Signal  : Agnieszka (TV)

### En tant que directrice artistique
- Der Hauptmann von Köpenick, Schade, dass sie eine Hure ist und Romeo und Julia am Berliner théâtre Maxime Gorki
- Macbeth et LiebeMachtTod au Schillertheater (Berlin)
- Don Giovanni E-Werk Berlin (1997)
- Das schlaue Füchslein Deutsche Oper Berlin (2000)
- Orpheus in der Unterwelt Theater Basel (2002)
- Salome à l'Oper der Stadt Köln (2004)
- Hänsel und Gretel au Semperoper Dresden (2006)
- Jenůfa et Rotter à l'Oper der Stadt Köln (2007 bzw. 2008)
- Wie es euch gefällt au Theater am Kurfürstendamm Berlin (2009)
- Der Barbier von Sevilla Deutsche Oper Berlin (2009)
- Die Fledermaus Théâtre d'Erfurt (de) (2010)
- Cyrano de Bergerac au Schauspielhaus Bochum (2011)
- Aufstieg und Fall der Stadt Mahagonny (Grandeur et décadence de la ville de Mahagonny) à l'Oper Köln (2011)
- Die Zauberflöte au Seefestspiele auf der Seebühne Wannsee (2011)

## Théâtre
En tant que comédienne
- Betty aus der Dreigroschenoper am Berliner Ensemble 1969
- Venus/Galatea in Die schöne Helena (bearb. von Peter Hacks Volksbühne) 1972
- Lovely Rita Schillertheater (Berlin) 1978
- Der Hauptmann von Köpenick
- Das Käthchen von Heilbronn (Schauspiel Köln) 1980
- Mutter Courage und ihre Kinder (1995)
- Frau Jenny Treibel in Frau Jenny Treibel (Hans Otto Theater Potsdam) 2005
- Tante Augusta in Ernst sein ist alles (Komödie am Kurfürstendamm) 2006
- Emanuel Striese und Luise Striese in Der Raub der Sabinerinnen (Hans Otto Theater Potsdam) 2006
- Wie es euch gefällt 2009 (Komödie am Kurfürstendamm)
- 2017: Bertolt Brecht's The Resistible Rise of Arturo Ui[2]